# ديسي سوبر هيرو غيرلز (مسلسل تلفزيوني)
ديسي سوبر هيرو غيرلز (بالإنجليزية: DC Super Hero Girls) هو مسلسل رسوم متحركة أمريكي انتجته شركة وارنر براذرز أنيميشن وشركة دي سي إنترتينمنت الأمريكيتين. وهو شبيه قليلا بابطال التايتنز انطلقوا! حيث انهم من نفس الشركة.
في 15 فبراير 2022 اعلنت شركة DC عن صدور فيلم لهم مع أبطال التايتنز انطلقوا وصدر يوم 24 مايو 2022 وعرض على كرتون نتورك واتش بي أو ماكس يوم 28 مايو 2022.

## القصة
يحكي قصة ستة بطلات خارقات في سن الجامعة يكون فريقا لمحاربة الشر لما يمتلكنه من قوة خارقة ويعشن في مدينة تسمى ميتروبوليس ويمرن بمواقف مثيرة ومضحكة واحيانا جنونية من المغامرة وهتن البطلات هن:وندر وومان، سوبر غيرل، باتغيرل، غرين لانترن، زتانا، بامبلبي.

## قائمة الحلقات

### الفيلم الترويجي
عبارة عن فيلم قصير عرض في السينما قبل عرض فيلم أبطال التايتنز انطلقوا.

### الموسم الأول
1. العدالة الحلوة الجزء 1
2. العدالة الحلوة الجزء 2
3. العدالة الحلوة الجزء 3
4. العدالة الحلوة الجزء 4
5. مغامرات مجالسة الأرانب
6. كارين
7. دلو البوريتو
8. جيتا
9. خط النحل
10. سوبرمان
11. أصعقيني
12. قد تكون عملاقة
13. عراك داخل المتحف
14. ستيف تريفور
15. من سيئ إلى اسوء
16. قصة شجرة
17. أوهام العظمة
18. أستعراض الكلاب
19. مؤتمر غوثام
20. الفتيان الخارقون الجزء 1
21. الفتيان الخارقون الجزء 2
22. الصديقات العدوات الجزء 1
23. الصديقات العدوات الجزء 2
24. أخوات بالروح الجزء 1
25. أخوات بالروح الجزء 2
26. ابراكادابر بالوزا
27. القط الغاضب
28. الجيد والسيئ وبيزارو
29. سأعود على الفور
30. التدفق المفاجئ للتيار
31. مشروع البيض
32. دراما كوين
33. الهرة الحليفة الجزء 1
34. الهرة الحليفة الجزء 2
35. العطلة
36. عشاء لخمسة أشخاص
37. داخل الكابوس
38. انتحال شخصية
39. جليستا الأطفال
40. المنافسة النهائية على اللقب
41. خبر عاجل
42. تعليم الحوادث
43. عصبة الضلال الجزء 1
44. عصبة الضلال الجزء 2
45. منزل ديانا
46. الأمر معقد
47. الطائر والنحلة
48. حيوان اليف
49. القائدة الشبح
50. انتيوبي خالة مدهشة
51. في قديم الزمان الجزء 1
52. في قديم الزمان الجزء 2

### الكروسوفر
| العنوان | المخرج                                   | القصة                       | أول عرض له                                                                 | أول عرض له في الوطن العربي | أول عرض له في الوطن العربي |
| العنوان | المخرج                                   | القصة                       | أول عرض له                                                                 | كرتون نتورك مينا           | كرتون نتورك بالعربية       |
| --- | ---------------------------------------- | --------------------------- | -------------------------------------------------------------------------- | -------------------------- | -------------------------- |
| صراع الأبطال الخارقين | جيمس كرينزكي                             | ايمي ولفرام                 | شون جليز، برانكو كلجاجيتش وشون كرينر                                       |                            |                            |
| يجبر كونترول فريك أبطال التايتنز في مواجهة ديسي سوبر هيرو غيرلز في برنامج صراع العائلة.                                               |                                          |                             |                                                                            |                            |                            |
| منزل الفضاء | جيمس كرينزكي، لوك كورميكان وكين ماكنتاير | ستيف بروست وبرادي كلوسترمان | روب ليلي ، وتاليا بيربر ، وكريستين كوون ، وجوش وايسبرود ، وبرانكو كلجاجيتش |                            |                            |
| ينطلق التايتنز في مغامرة طويلة مكونة من أربع أجزاء في الفضاء الخارجي، لكنهم اكتشفوا أن ديسي سوبر هيرو غيرلز مدعوات أيضا لمنزل الفضاء. |                                          |                             |                                                                            |                            |                            |

### الموسم الثاني
1. أنا باتغيرل الجزء 1
2. أنا باتغيرل الجزء 2
3. اثنان دانفرز
4. تبعاً لغارث
5. سيارة سوبر ووندر بات بي زي لانترن
6. صدفة السايرنس
7. الغضب
8. عيد ميلاد سعيد زي
9. الغرفة الخضراء
10. الأفضل في العالم
11. العمل

## الشخصيات
وندر وومان: وأسمها هو ديانا برينس هي قائدة الفريق وهي قوية وذكية وحكيمة جدا، ديانا هي أميرة امزونية في الأصل لكن في الحلقة الرابعة سمحت لها الملكة بالبقاء في ميتروبوليس وهي تعرف التصرف كثيرا كالبشر الحديثون، ديانا لاتحب السخرية من أحد أبدا.
سوبر غيرل: وأسمها هو كارا دانفيرز هي أقوى عنصر في الفريق وهي أبنة عم سوبر مان لكنها أصغر منه سنا، يصفها المنتجين في دي سي كومكس بأنها قد تفعل أي شيء من أجل الحفاظ على الأرض وصديقاتها ولاتكترث كثيرا للأمور المهمة أي أنها متهورة، تتصرف كارا بشكل سيئ أحيانا لا تبالي للأشياء وتحب الروك والصخب كثيرا وهي على عكس ديانا.
باتغيرل: وأسمها هو بياتريز غوردن أو بيا (كأختصار) أو بياتريزي (على قول هارلي كوين)، هي لا تمتلك قدرات خارقة لكنها ذكية جدا وسريعة وقوية ومتحمسة لكل شيء وتحب دعم الآخرين خاصة رفيقاتها، بياتريز هي من شكل الفريق في الحلقة الأولى بالرغم من أعتراض صديقاتها في البداية، وهي تعمل في مطعم بوريتو مكسيكي ووالدها جيم غوردن هو مساعد باتمان الأول في عمله والأهم، وبياتريز معجبة بقدرات وندر وومان.
غرين لانترن: وأسمها هو جيسيكا كروز أو جيس (كأختصار) وهي أكثر من في الفريق سلمية وهي نباتية ولا تأمن بالعنف وتمتلك قوة عن طريق خاتمها الأخضر التي أعطته لها كائنات فضائية في يوم من الأيام، يعطي الخاتم الأخضر جيسيكا القدرة على صنع أي شيء من خلاله وبأي حجم من الأحجام ولكن باللون الأخضر، جيسيكا تدعم بامبلبي في قراراتها.
زاتانا: وأسمها هو زيلينا زاتارا أو زي (كأختصار) وهي مغرورة كثيرا وتحب الأناقة وقوتها هي السحر وألعاب الخفة مثل والدها ولونها المفضل هو اللون البنفسجي، ويمكن القول بأن زيلينا تبالغ كثيرا في ردود افعالها حيث إذا اتسخ ردائها أو ملابسها فهي ستغضب كثيرا على ذلك.
بامبلبي: وأسمها هو كارين بيشير وهي مترددة كثيرا وتخاف من قراراتها كثيرا وتغيرها في لمح البصر إلا أن ديانا وجيسيكا يدعمانها في قراراتها وقوتها هي التقلص والتحول على شكل نحلة وامتلاك قدرات النحلة، كارين هي مجتهدة كثيرا في الجامعة خاصة في الكيمياء والفيزياء والتي هي موادها المفضلة.

## الأصوات العربية
| الشخصية                   | مؤدي(ة) الصوت باللغة العربية                          | مؤدي(ة) الصوت باللغة الأصلية |
| ------------------------- | ----------------------------------------------------- | ---------------------------- |
| وندر وومان / ديانا برينس  | جيهان الملا                                           | غراي ديلايل                  |
| بياتريز غوردن / باتغيرل   | رالين داغر                                            | تارا سترونغ                  |
| كارا دانفيرز / سوبر غيرل  | رنا الرفاعي                                           | نيكول سوليفان                |
| جيسيكا كروز / غرين لانترن | زينة ضاهر                                             | ميرنا فيلاسكو                |
| كارين بيتشر / بامبلبي     | رانيا مروة (الصوت الأول) ميرنا الحسيني (الصوت الثاني) | كيمبرلي بروكس                |
| زي زاتارا / زاتانا        | ناريمان بيطار                                         | كاري والغرين                 |
| هال جوردن / غرين لانترن   | زياد منذر                                             | جايسون سبيساك                |
| كوري / ستارفاير           | ندى نصر                                               | هايندين والش                 |
| ليكس لوثر                 | حسن المصري                                            | ويل فريدل                    |
| هارلي كوين                | رالين داغر                                            | تارا سترونغ                  |
| كارتر هال / هاوكمان       | حسن مهدي                                              | فيل لامار                    |
| سوبرمان                   | زياد منذر                                             | ماكس ميتلمان                 |
| ديك غرايسون / روبن        | حسن مهدي                                              | كيث فيرجسون                  |
| غارفيلد / بيست بوي        | عبدو حكيم                                             | جريج سيبس                    |
| فيكتور / سايبورغ          | زياد منذر                                             | خاري بايتون                  |
| جيمي أولسن                | حسن مهدي                                              | بن جيرو                      |
| بيزارو                    | رنا الرفاعي                                           | نيكول سوليفان                |
| ليزلي زيليز               | سيلينا الشويري                                        | مالوري لاو                   |

استوديو الدبلجة : إيمدج برودكشن هاوس
مخرج الدبلجة : علاء زاعور

## العرض الأول في العالم
| الدولة           | القناة                          | أول عرض له                  |
| ---------------- | ------------------------------- | --------------------------- |
| الولايات المتحدة | كرتون نتورك                     | 8 مارس 2019                 |
| أمريكا اللاتينية | كرتون نتورك (أمريكا اللاتينية)  | 23 مايو 2019                |
| البرازيل         | كرتون نتورك (البرازيل)          | 23 مايو 2019                |
| المملكة المتحدة  | كرتون نتورك (بريطانيا وأيرلندا) | 6 يوليو 2019                |
| إيطاليا          | كرتون نتورك (إيطاليا)           | 13 سبتمبر 2019              |
| ألمانيا          | كرتون نتورك (ألمانيا)           | 28 سبتمبر 2019              |
| رومانيا          | كرتون نتورك (رومانيا)           | 28 سبتمبر 2019              |
| تركيا            | كرتون نتورك (تركيا)             | 2 نوفمبر 2019               |
| إسبانيا          | بوينغ (قناة للأطفال)            | 9 نوفمبر 2019               |
| تايوان           | كرتون نتورك (تايوان)            | 16 نوفمبر 2019              |
| فرنسا            | فرنسا 4كرتون نتورك (فرنسا)      | 6 نوفمبر 2019 11 يناير 2020 |
| كيبك             | تيليتون                         | 9 فبراير 2020               |
| الوطن العربي     | كرتون نتورك بالعربية            | 15 مارس 2020                |

## القصص المصورة
سلسلة من القصص المصورة بنفس تصميم شخصيات البرنامج التلفزيوني، صدرت السلسلة لأول مرة في أكتوبر 2019 لدى دي سي كومكس.
| العنوان            | ردمك                  | تاريخ الصدور   |
| ------------------ | --------------------- | -------------- |
| At Metropolis High | (ردمك 978-1401289706) | 15 أكتوبر 2019 |
| Powerless          | (ردمك 978-1401293611) | 17 مارس 2020   |

## وصلات خارجية
- ديسي سوبر هيرو غيرلز على موقع IMDb (الإنجليزية)
- ديسي سوبر هيرو غيرلز على موقع روتن توميتوز (الإنجليزية)
- ديسي سوبر هيرو غيرلز على موقع نتفليكس (الإنجليزية)
- ديسي سوبر هيرو غيرلز على موقع كينوبويسك (الروسية)
- ديسي سوبر هيرو غيرلز على موقع ألو سيني (الفرنسية)
- ديسي سوبر هيرو غيرلز على موقع قاعدة بيانات الفيلم (الإنجليزية)